# Saka no Ue no Kumo (serie de televisión)

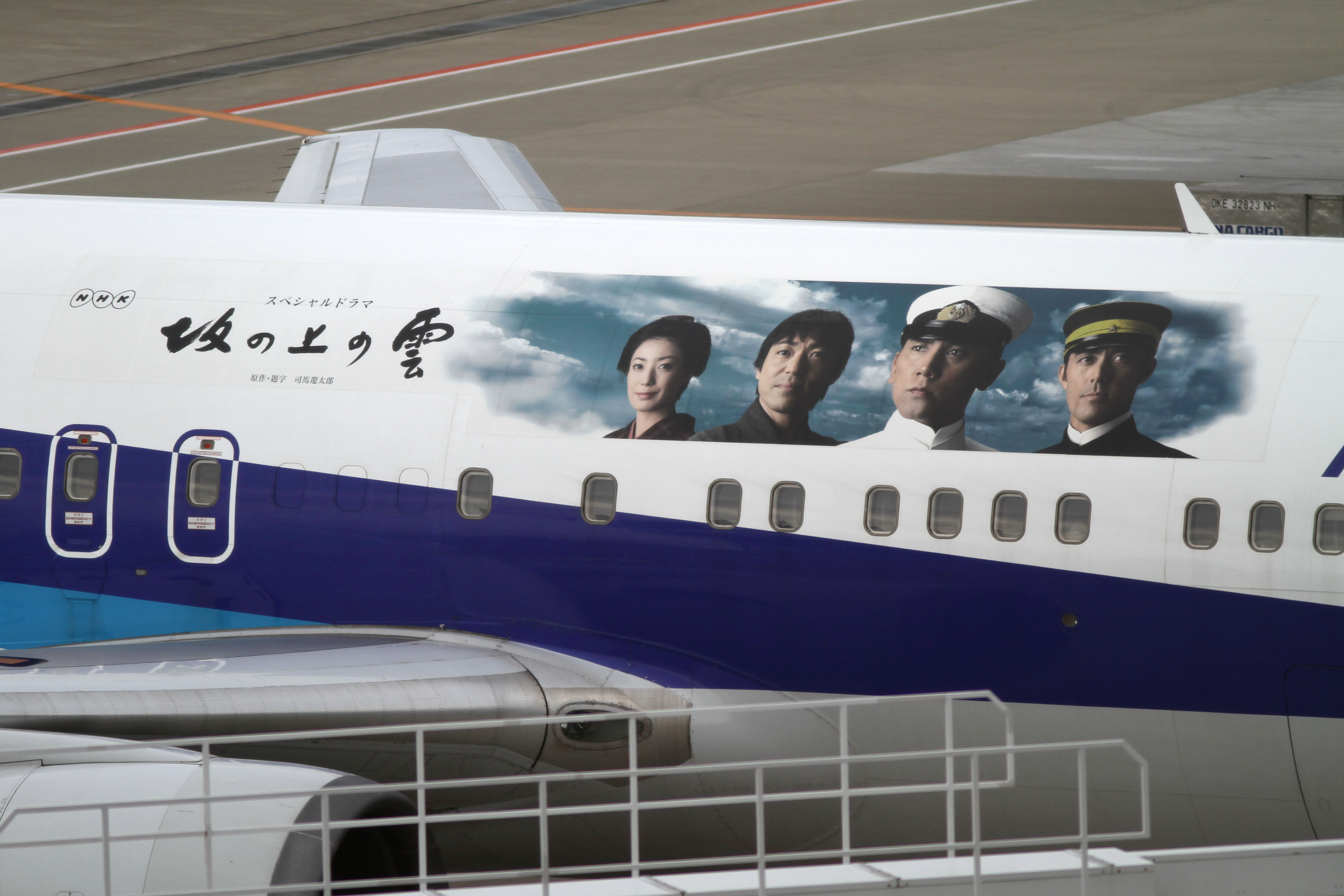
Aeropuerto Internacional de Tokio, Boeing 767-381, c/n:27445, All Nippon Airways "NHK Sakanoueno Kumo" c/s

Saka no ue no Kumo (坂の上の雲 "Las nubes sobre la colina") es un drama japonés de la cadena NHK emitido durante tres años a partir del 29 de noviembre de 2009. La serie consta de 13 episodios de 90 minutos cada uno. La primera temporada, con 5 episodios, fue transmitida en 2009, mientras que las temporadas dos y tres, cada una con 4 episodios, se emitieron a finales de 2010 y 2011. Mientras que la mayoría de los episodios fueron filmados en Japón, uno de los episodios de la serie se rodó en Letonia. La serie de televisión se basa en la novela Saka no Ue no Kumo escrita por Ryotaro Shiba.
El tema musical de la serie se titula "Stand Alone", compuesto por Joe Hisaishi e interpretado por la soprano británica Sarah Brightman.
La serie se centra en tres personajes de la ciudad de Matsuyama durante el periodo Meiji. Los protagonistas (dos hermanos y un amigo) ven como afecta a su vida la primera guerra sino-japonesa y posteriormente la guerra ruso-japonesa. 
La ciudad de Matsuyama tiene un museo dedicado a la novela y a la serie.
- Datos: Q5226783